# 2010년 FIFA 월드컵 H조
2010년 FIFA 월드컵 H조의 일정은 2010년 6월 16일에 시작하여 6월 25일에 막을 내렸다. H조에는 유럽 대회 우승국 스페인이 편성되었고, 스위스, 온두라스, 그리고 칠레가 같이 들어갔다.

## 요약
스페인과 칠레는 1950년 대회에서 같은 조에 편성된 바가 있었는데, 스페인이 다음 라운드 진출에 성공했었다. 칠레는 스위스와도 1962년 대회의 같은 조에 편성되었는데, 당시 개최국이었던 칠레는 3위라는 성적을 거두었었다. 스위스와 스페인은 1966년에 같은 조에 편성되었었는데, 양 팀 모두 다음 라운드 진출에 실패했었다. 또한 스페인은 개최국으로 참가한 1982년 대회에서 같은 조에 들어갔었다. 4년 후에, 스페인은 칠레와 다음 대회의 B조에 네덜란드와 오스트레일리아와 함께 들어갔었다; 양 팀은 2차전에서 맞대결을 펼쳤고, 칠레는 스페인을 2-0으로 꺾는 파란을 일으켰고, 그에 따라서 스페인은 조기 탈락의 수모를 겪었다.
조 1위를 차지한 스페인은 G조 2위 포르투갈을 상대하게 되었고, 칠레는 조 2위로써 G조 1위를 차지한 브라질을 상대하게 되었다.
| 팀       | 전 | 승 | 무 | 패 | 득 | 실 | 차 | 점 |
| -------- | -- | -- | -- | -- | -- | -- | -- | -- |
| 스페인   | 3  | 2  | 0  | 1  | 4  | 2  | +2 | 6  |
| 칠레     | 3  | 2  | 0  | 1  | 3  | 2  | +1 | 6  |
| 스위스   | 3  | 1  | 1  | 1  | 1  | 1  | 0  | 4  |
| 온두라스 | 3  | 0  | 1  | 2  | 0  | 3  | −3 | 1  |

- 모든 시간은 남아프리카 표준시를 따른다. (UTC+2)

## 온두라스 vs 칠레
칠레는 장 보세주르의 전반전 골에 힘입어 12년만의 FIFA 월드컵 본선 복귀전에서 1-0 승리를 거두었다.
| 온두라스 | 0 – 1  | 칠레         |
| -------- | ------ | ------------ |
|          | 리포트 | 34′ 보세주르 |

| 온두라스 | 칠레 |

| GK              | 18 | 노엘 바야다레스      |     |     |
| RB              | 23 | 세르히오 멘도사      |     |     |
| CB              | 2  | 오스만 차베스        |     |     |
| CB              | 3  | 마이노르 피게로아    |     |     |
| LB              | 21 | 에밀리오 이사기레    |     |     |
| CM              | 8  | 윌슨 팔라시오스      | 33′ |     |
| CM              | 20 | 아마도 게바라 (주장) |     | 66′ |
| RW              | 17 | 에드가르 알바레스    |     |     |
| AM              | 7  | 라몬 누녜스          |     | 78′ |
| LW              | 13 | 로헤르 에스피노사    |     |     |
| CF              | 9  | 카를로스 파본        |     | 60′ |
| 교체 선수:      |    |                      |     |     |
| FW              | 12 | 조지 웰컴            |     | 60′ |
| MF              | 6  | 엔드리 토마스        |     | 66′ |
| FW              | 15 | 왈테르 마르티네스    |     | 78′ |
| 감독:           |    |                      |     |     |
| 알렉시스 멘도사 |    |                      |     |     |

| GK              | 1  | 클라우디오 브라보 (주장) |     |     |
| RB              | 4  | 마우리시오 이슬라        |     |     |
| CB              | 17 | 가리 메델                |     |     |
| CB              | 3  | 왈도 폰세                |     |     |
| LB              | 8  | 아르투로 비달            |     | 81′ |
| RM              | 20 | 로드리고 미야르          |     | 52′ |
| CM              | 6  | 카를로스 카르모나        | 4′  |     |
| LM              | 14 | 마티아스 페르난데스      | 19′ |     |
| AM              | 10 | 호르헤 발디비아          |     | 87′ |
| CF              | 7  | 알렉시스 산체스          |     |     |
| CF              | 15 | 장 보세주르              |     |     |
| 교체 선수:      |    |                          |     |     |
| DF              | 18 | 곤살로 하라              |     | 52′ |
| DF              | 5  | 파블로 콘트레라스        |     | 81′ |
| FW              | 11 | 마르크 곤살레스          |     | 87′ |
| 감독:           |    |                          |     |     |
| 마르셀로 비엘사 |    |                          |     |     |

| 최우수 선수: 장 보세주르 (칠레) 부심: 베시르 하사니 (튀니지) 에바리스 망쿠앙드 (카메룬) 대기심: 니시무라 유이치 (일본) 후보 대기심: 사가라 도루 (일본) |

## 스페인 vs 스위스
스페인이 공을 오래 잡으며 경기를 지배했으나, 스위스가 후반에 들어 한번의 역습을 젤송 페르난드스의 결승골로 연결하였다. 페르난드스의 골은 이 경기의 1-0 결승골이 되었고, 스위스는 스페인을 상대로 사상 첫 승리를 챙겼다.

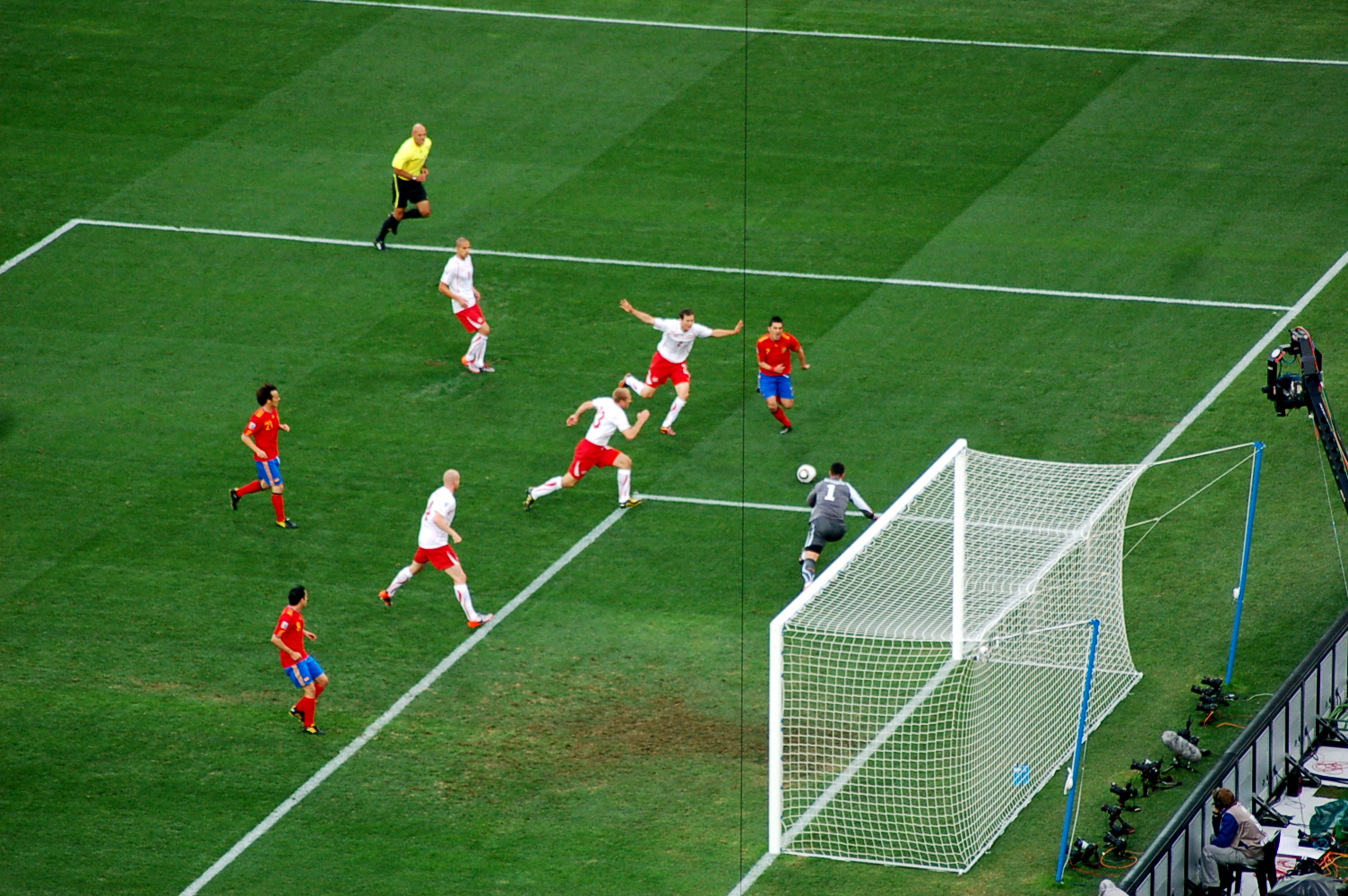
스페인 공격을 저지하는 스위스 선수들

| 스페인 | 0 – 1  | 스위스         |
| ------ | ------ | -------------- |
|        | 리포트 | 52′ 페르난드스 |

| 스페인 | 스위스 |

| GK               | 1  | 이케르 카시야스 (주장) |  |     |
| RB               | 15 | 세르히오 라모스        |  |     |
| CB               | 5  | 카를레스 푸욜          |  |     |
| CB               | 3  | 제라르드 피케          |  |     |
| LB               | 11 | 조안 캅데빌라          |  |     |
| DM               | 16 | 세르지오 부스케츠      |  | 61′ |
| CM               | 14 | 샤비 알론소            |  |     |
| CM               | 8  | 샤비                   |  |     |
| RW               | 21 | 다비드 실바            |  | 62′ |
| LW               | 6  | 안드레스 이니에스타    |  | 77′ |
| CF               | 7  | 다비드 비야            |  |     |
| 교체 선수:       |    |                        |  |     |
| FW               | 9  | 페르난도 토레스        |  | 61′ |
| MF               | 22 | 헤수스 나바스          |  | 62′ |
| FW               | 18 | 페드로                 |  | 77′ |
| 감독:            |    |                        |  |     |
| 비센테 델 보스케 |    |                        |  |     |

| GK                | 1  | 디에고 베날리오       | 90+1′ |       |
| RB                | 2  | 슈테판 리히트슈타이너 |       |       |
| CB                | 4  | 필리프 센데로스       |       | 36′   |
| CB                | 13 | 스테판 그리쉬탱       | 30′   |       |
| LB                | 17 | 레토 치글러           | 73′   |       |
| RM                | 7  | 트란퀼로 바르네타     |       | 90+2′ |
| CM                | 8  | 괴칸 인러 (주장)      |       |       |
| CM                | 6  | 베냐민 후겔           |       |       |
| LM                | 16 | 젤송 페르난드스       |       |       |
| SS                | 19 | 에렌 데르디요크       |       | 79′   |
| CF                | 10 | 블레즈 은쿠포         |       |       |
| 교체 선수:        |    |                       |       |       |
| DF                | 5  | 스티브 폰 베르겐      |       | 36′   |
| MF                | 15 | 하칸 야킨             | 90+4′ | 79′   |
| DF                | 22 | 마리오 에기만         |       | 90+2′ |
| 감독:             |    |                       |       |       |
| 오트마어 히츠펠트 |    |                       |       |       |

| 최우수 선수: 젤송 페르난드스 (스위스) 부심: 마이크 물라키 (잉글랜드) 대런 칸 (잉글랜드) 대기심: 마르틴 한손 (스웨덴) 후보 대기심: 스테판 비트베리 (스웨덴) |

## 칠레 vs 스위스
칠레는 75분에 터진 마르크 곤살레스의 결승골에 힘입어 스위스를 1-0으로 이겼다. 스위스는 마르크 곤살레스에게 실점을 허용하기 전까지 도합 559분의 무실점을 기록하여 종전 기록을 세운 이탈리아를 9분차로 제쳤다.
| 칠레         | 1 – 0  | 스위스 |
| ------------ | ------ | ------ |
| 곤살레스 75′ | 리포트 |        |

| 칠레 | 스위스 |

| GK              | 1  | 클라우디오 브라보 (주장) |       |     |
| RB              | 4  | 마우리시오 이슬라        |       |     |
| CB              | 17 | 가리 메델                | 61′   |     |
| CB              | 3  | 왈도 폰세                | 25′   |     |
| LB              | 18 | 곤살로 하라              |       |     |
| RM              | 8  | 아르투로 비달            |       | 46′ |
| CM              | 6  | 카를로스 카르모나        | 22′   |     |
| LM              | 14 | 마티아스 페르난데스      | 60′   | 65′ |
| RF              | 7  | 알렉시스 산체스          |       |     |
| CF              | 9  | 움베르토 수아소          | 2′    | 46′ |
| LF              | 15 | 장 보세주르              |       |     |
| 교체 선수:      |    |                          |       |     |
| FW              | 10 | 호르헤 발디비아          | 90+2′ | 46′ |
| MF              | 11 | 마르크 곤살레스          |       | 46′ |
| FW              | 22 | 에스테반 파레데스        |       | 65′ |
| 감독:           |    |                          |       |     |
| 마르셀로 비엘사 |    |                          |       |     |

| GK                | 1  | 디에고 베날리오        |     |     |
| RB                | 2  | 슈테판 리히트슈타이너  |     |     |
| CB                | 5  | 스티브 폰 베르겐       |     |     |
| CB                | 13 | 스테판 그리쉬탱        |     |     |
| LB                | 17 | 레토 치글러            |     |     |
| RM                | 11 | 발론 베흐라미          | 31′ |     |
| CM                | 8  | 괴칸 인러              | 60′ |     |
| CM                | 6  | 베냐민 후겔            |     |     |
| LM                | 16 | 젤송 페르난드스        |     | 77′ |
| SS                | 9  | 알렉산더 프라이 (주장) |     | 42′ |
| CF                | 10 | 블레즈 은쿠포          | 18′ | 68′ |
| 교체 선수:        |    |                        |     |     |
| MF                | 7  | 트란퀼로 바르네타      | 48′ | 42′ |
| FW                | 19 | 에렌 데르디요크        |     | 68′ |
| FW                | 18 | 알베르트 부냐쿠        |     | 77′ |
| 감독:             |    |                        |     |     |
| 오트마어 히츠펠트 |    |                        |     |     |

| 최우수 선수: 마르크 곤살레스 (칠레) 부심: 살레 알 마르주키 (아랍에미리트) 하산 캄라니파르 (이란) 대기심: 마르틴 바스케스 (우루과이) 후보 대기심: 미겔 니에바스 (우루과이) |

## 스페인 vs 온두라스
스페인은 비야의 두 골에 힘입어 2-0 승리를 거두고 기사회생하였다. 반면 온두라스는 앞서 칠레전에서도 패해 2연패를 당했지만, 탈락 확정은 아니였다.

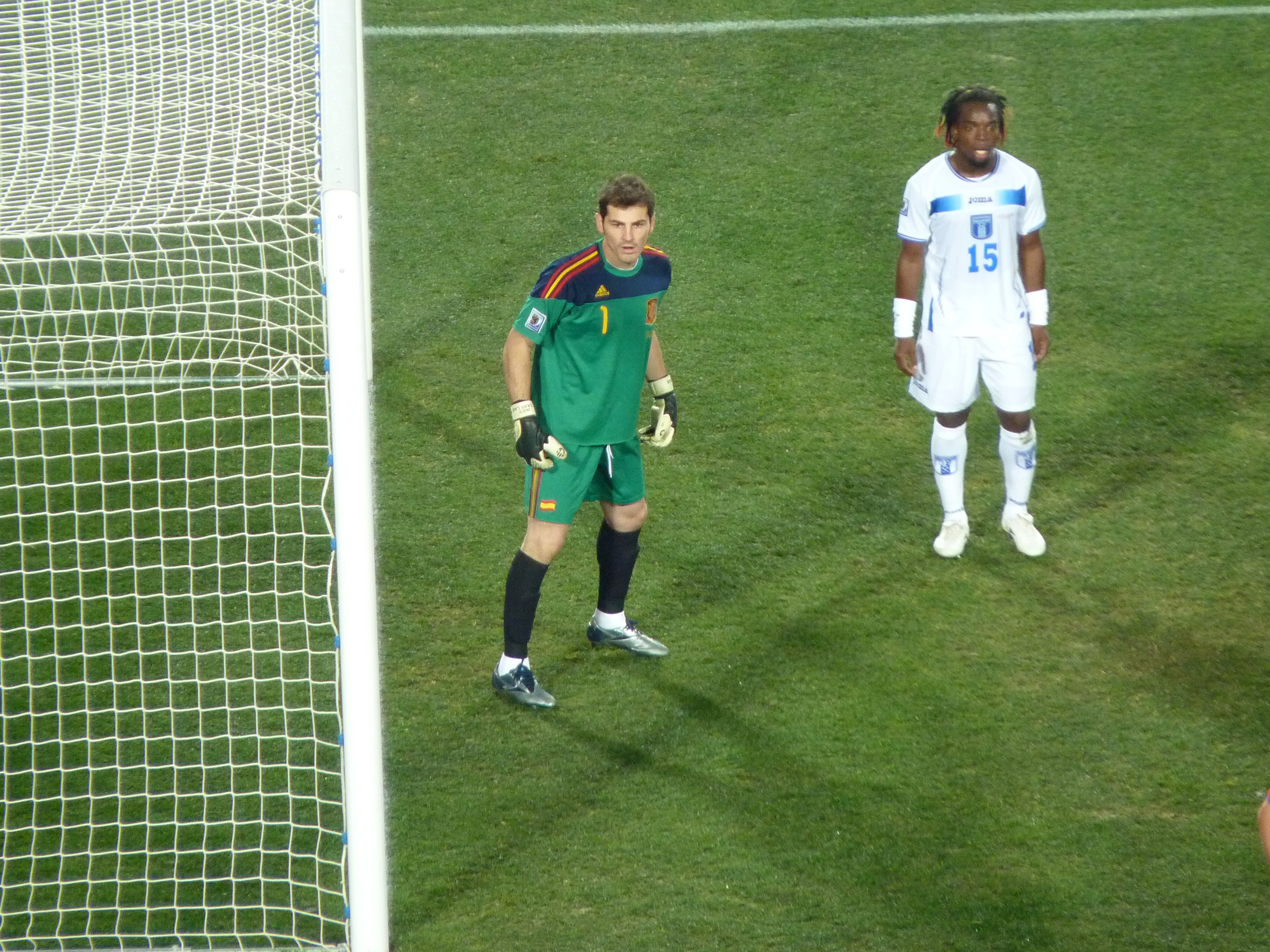
온두라스의 코너킥 상황

| 스페인        | 2 – 0  | 온두라스 |
| ------------- | ------ | -------- |
| 비야 17′, 51′ | 리포트 |          |

| 스페인 | 온두라스 |

| GK               | 1  | 이케르 카시야스 (주장) |  |     |
| RB               | 15 | 세르히오 라모스        |  | 77′ |
| CB               | 5  | 카를레스 푸욜          |  |     |
| CB               | 3  | 제라르드 피케          |  |     |
| LB               | 11 | 조안 캅데빌라          |  |     |
| DM               | 16 | 세르지오 부스케츠      |  |     |
| RM               | 22 | 헤수스 나바스          |  |     |
| LM               | 14 | 샤비 알론소            |  |     |
| AM               | 8  | 샤비                   |  | 66′ |
| CF               | 9  | 페르난도 토레스        |  | 70′ |
| CF               | 7  | 다비드 비야            |  |     |
| 교체 선수:       |    |                        |  |     |
| MF               | 10 | 세스크 파브레가스      |  | 66′ |
| MF               | 13 | 후안 마타              |  | 70′ |
| DF               | 17 | 알바로 아르벨로아      |  | 77′ |
| 감독:            |    |                        |  |     |
| 비센테 델 보스케 |    |                        |  |     |

| GK              | 18 | 노엘 바야다레스      |     |     |
| RB              | 23 | 세르히오 멘도사      |     |     |
| CB              | 2  | 오스만 차베스        |     |     |
| CB              | 3  | 마이노르 피게로아    |     |     |
| LB              | 21 | 에밀리오 이사기레    | 38′ |     |
| CM              | 8  | 윌슨 팔라시오스      |     |     |
| CM              | 20 | 아만도 게바라 (주장) |     |     |
| RW              | 19 | 다닐로 투르시오스    | 8′  | 63′ |
| AM              | 15 | 왈테르 마르티네스    |     |     |
| LW              | 13 | 로헤르 에스피노사    |     | 46′ |
| CF              | 11 | 다비드 수아소        |     | 84′ |
| 교체 선수:      |    |                      |     |     |
| FW              | 12 | 조지 웰컴            |     | 46′ |
| MF              | 7  | 라몬 누녜스          |     | 63′ |
| FW              | 10 | 헤리 팔라시오스      |     | 84′ |
| 감독:           |    |                      |     |     |
| 레이날도 루에다 |    |                      |     |     |

| 최우수 선수: 다비드 비야 (스페인) 부심: 정해상 (대한민국) 사가라 도루 (일본) 대기심: 숩키딘 모드 살레 (말레이시아) 후보 대기심: 제프리 겍 펭 (싱가포르) |

## 칠레 vs 스페인
다음 라운드 진출에 승리가 필요했던 스페인은 다비드 비야와 안드레스 이니에스타가 터뜨린 연속골로 전반에 2-0으로 앞선 채 마쳤다. 이후 후반전에 로드리고 미야르가 칠레의 만회골을 넣었고, 경기는 2-1 스페인의 승리로 종료되었다. 스페인은 칠레와 승점 6점으로 동률을 이루었으나 골득실차에서 +1 앞서서 조 1위를 차지하였다. 이 경기에서 패배한 칠레는 같은 시간에 열린 스위스와 온두라스의 경기가 득점 없는 무승부로 끝나면서 동시에 다음 라운드 진출권을 획득하게 되었다.

칠레와 스페인간 경기의 전경

| 칠레       | 1 – 2  | 스페인                    |
| ---------- | ------ | ------------------------- |
| 미야르 47′ | 리포트 | 24′ 비야 · 37′ 이니에스타 |

| 칠레 | 스페인 |

| GK              | 1  | 클라우디오 브라보 (주장) |         |     |
| RB              | 4  | 마우리시오 이슬라        |         |     |
| CB              | 17 | 가리 메델                | 15′     |     |
| CB              | 3  | 왈도 폰세                | 19′     |     |
| LB              | 18 | 곤살로 하라              |         |     |
| RM              | 8  | 아르투로 비달            |         |     |
| CM              | 13 | 마르코 에스트라다        | 21′ 37′ |     |
| LM              | 11 | 마르크 곤살레스          |         | 46′ |
| AM              | 10 | 호르헤 발디비아          |         | 46′ |
| CF              | 7  | 알렉시스 산체스          |         | 65′ |
| CF              | 15 | 장 보세주르              |         |     |
| 교체 선수:      |    |                          |         |     |
| MF              | 20 | 로드리고 미야르          |         | 46′ |
| FW              | 22 | 에스테반 파레데스        |         | 46′ |
| FW              | 16 | 파비안 오레야나          |         | 65′ |
| 감독:           |    |                          |         |     |
| 마르셀로 비엘사 |    |                          |         |     |

| GK               | 1  | 이케르 카시야스 (주장) |  |     |
| RB               | 15 | 세르히오 라모스        |  |     |
| CB               | 3  | 제라르드 피케          |  |     |
| CB               | 5  | 카를레스 푸욜          |  |     |
| LB               | 11 | 조안 캅데빌라          |  |     |
| DM               | 16 | 세르지오 부스케츠      |  |     |
| RM               | 8  | 샤비                   |  |     |
| LM               | 14 | 샤비 알론소            |  | 73′ |
| RW               | 6  | 안드레스 이니에스타    |  |     |
| LW               | 7  | 다비드 비야            |  |     |
| CF               | 9  | 페르난도 토레스        |  | 55′ |
| 교체 선수:       |    |                        |  |     |
| MF               | 10 | 세스크 파브레가스      |  | 55′ |
| MF               | 20 | 하비 마르티네스        |  | 73′ |
| 감독:            |    |                        |  |     |
| 비센테 델 보스케 |    |                        |  |     |

| 최우수 선수: 안드레스 이니에스타 (스페인) 부심: 알베르토 모린 (멕시코) 호세 루이스 카마르고 (멕시코) 대기심: 숩키딘 모드 살레 (말레이시아) 후보 대기심: 무 유신 (중화인민공화국) |

## 스위스 vs 온두라스
스위스는 온두라스와 득점 없이 비기며 자력으로 다음 라운드에 진출할 기회를 날려버렸다. 0-0으로 양팀이 비기면서, 온두라스는 승점을 1점이라도 챙기는데 성공했으나, 아직까지도 승리를 맛보지 못했다.
| 스위스 | 0 – 0  | 온두라스 |
| ------ | ------ | -------- |
|        | 리포트 |          |

| 스위스 | 온두라스 |

| GK                | 1  | 디에고 베날리오       |     |     |
| RB                | 2  | 슈테판 리히트슈타이너 |     |     |
| CB                | 5  | 스티브 폰 베르겐      |     |     |
| CB                | 13 | 스테판 그리쉬탱       |     |     |
| LB                | 17 | 레토 치글러           |     |     |
| RM                | 7  | 트란퀼로 바르네타     |     |     |
| CM                | 6  | 베냐민 후겔           |     | 78′ |
| CM                | 8  | 괴칸 인러 (주장)      |     |     |
| LM                | 16 | 젤송 페르난드스       | 34′ | 46′ |
| CF                | 19 | 에렌 데르디요크       |     |     |
| CF                | 10 | 블레즈 은쿠포         |     | 69′ |
| 교체 선수:        |    |                       |     |     |
| MF                | 15 | 하칸 야킨             |     | 46′ |
| FW                | 9  | 알렉산더 프라이       |     | 69′ |
| MF                | 23 | 제르단 샤치리         |     | 78′ |
| 감독:             |    |                       |     |     |
| 오트마어 히츠펠트 |    |                       |     |     |

| GK              | 18 | 노엘 바야다레스 (주장) |     |     |
| RB              | 16 | 마우리시오 사비욘      |     |     |
| CB              | 2  | 오스만 차베스          | 64′ |     |
| CB              | 5  | 빅토르 베르나르데스    |     |     |
| LB              | 3  | 마이노르 피게로아      |     |     |
| CM              | 8  | 윌슨 팔라시오스        | 89′ |     |
| CM              | 6  | 엔드리 토마스          | 4′  |     |
| RW              | 17 | 에드가르 알바레스      |     |     |
| LW              | 7  | 라몬 누녜스            |     | 67′ |
| CF              | 10 | 헤리 팔라시오스        |     | 78′ |
| CF              | 11 | 다비드 수아소          | 58′ | 87′ |
| 교체 선수:      |    |                        |     |     |
| FW              | 15 | 왈테르 마르티네스      |     | 67′ |
| FW              | 12 | 조지 웰컴              |     | 78′ |
| MF              | 19 | 다닐로 투르시오스      |     | 87′ |
| 감독:           |    |                        |     |     |
| 레이날도 루에다 |    |                        |     |     |

| 최우수 선수: 노엘 바야다레스 (온두라스) 부심: 에르난 마이다나 (아르헨티나) 리카르도 카사스 (아르헨티나) 대기심: 올레가리우 벵케렌사 (포르투갈) 후보 대기심: 주제 카르디날 (포르투갈) |